# Najadales
Najadales es un antiguo orden. Ha sido eliminado y sus familias ahora pertenecen al orden Alismatales.
- Datos: Q1112837
- Multimedia: Najadales / Q1112837